# とってもシアワセ
『とってもシアワセ』は、1966年4月30日から1967年3月25日までTBS系列局で毎週土曜19時30分 - 20時 （日本標準時）に放送されていたTBS製作のテレビドラマである。ハウス食品工業（現・ハウス食品）の一社提供。全47話。

## 概要
苦しい時にも悲しい時にも笑顔を忘れずに信じあって生きていく一家の姿を描いたホームドラマ。原案者の松山善三が温めていたテーマで、祖父と孫たちの交流を中心に描いていた。

## キャスト
- 中村竜太郎（祖父）：辰巳柳太朗
- 中村陽介（父）：永井智雄
- 中村れん子（母）：津島恵子
- 中村純子（大学2年生の長女）：野川由美子
- 中村始（浪人生の長男）：頭師孝雄
- 中村終（次男）：頭師佳孝

参考：『東京新聞』東京新聞社、1966年4月30日付、テレビ欄の番組解説。

## スタッフ
- 原案・脚本：松山善三
- 音楽：山本直純

## ネット局
特筆の無い限り全て同時ネット
- TBS（制作局）
- 北陸放送[2]
- 中部日本放送[2]
- 朝日放送（同時間帯に自社製作ドラマ『部長刑事』を放送していた朝日放送では3日遅れの火曜 19:30 - 20:00 に放送されていた）